# Турнеја Британских и Ирских Лавова по Аустралији 2001.
Турнеја Британских и Ирских Лавова по Аустралији 2001. (службени назив: 2001 British and Irish Lions tour to Australia) је била турнеја острвског рагби дрим тима по Аустралији 2001. Лоша атмосфера у редовима Лавова довела је до тога, да је Аустралија победила са 2-1 у серији. Корпулентни Мартин Џонсон је постао први рагбиста у историји који је као капитен предводио Лавове на две турнеје.

## Тим
Стручни штаб
- Главни тренер Сер Грејам Хенри, Нови Зеланд

Играчи
- Ијан Болшо, Енглеска
- Мет Пери, Енглеска
- Бен Коен, Енглеска
- Дејвид Џејмс, Велс
- Ден Лугер, Енглеска
- Џејсон Робинсон, Енглеска
- Тајрон Хо, Ирска
- Мајк Кет, Енглеска
- Вил Гринвуд, Енглеска
- Роб Хендерсон, Ирска
- Брајан О’Дрискол, Ирска
- Марк Тејлор, Велс
- Скот Гибс, Велс
- Нил Џенкинс, Велс
- Ронан О’Гара, Ирска
- Џони Вилкинсон, Енглеска
- Мет Досон, Енглеска
- Остин Хили, Енглеска
- Роб Хаули, Велс
- Енди Никол, Шкотска
- Џејсон Леонард, Енглеска
- Дерен Морис, Велс
- Том Смит, Шкотска
- Фил Викери, Енглеска
- Деј Јанг, Велс
- Фил Грининг, Енглеска
- Робин Мекбрајд, Велс
- Кит Вуд, Ирска
- Гордон Булох, Шкотска
- Дориан Вест, Енглеска
- Џереми Дејвидсон, Ирска
- Дени Грувкок, Енглеска
- Мартин Џонсон, Енглеска
- Скот Мареј, Шкотска
- Малколм Окели, Ирска
- Нил Бек, Енглеска
- Колин Червис, Велс
- Лоренс Далаглио, Енглеска
- Ричард Хил, Енглеска
- Скот Квинел, Велс
- Симон Тејлор, Шкотска
- Мартин Вилијамс, Велс
- Мартин Кори, Енглеска
- Дејвид Волас, Ирска

## Утакмице
Вестерн Аустралија - Лавови 10-116
Квинсленд пресидентс - Лавови 6-83
Квинсленд редс - Лавови 8-42
Аустралија А - Лавови 28-25
Воратаси - Лавови 24-41
Њу Саут Велс каунтри - Лавови 3-46
Валабиси - Лавови 13-29
Брамбиси - Лавови 28-30
Валабиси - Лавови 35-14
Валабиси - Лавови 29-23
| Победник турнеје 2001. |
| ---------------------- |
| Валабиси               |

## Статистика
Рекордна посета
Аустралија - Британски и Ирски Лавови 84 188 гледалаца, трећи (одлучујући) тест меч 
Највише поена против Аустралије
- Џони Вилкинсон 36

## Видео снимци
Бриљантан есеј О’Дрискола
Brian O'Driscoll Try for the Lions Vs Australia 2001 - YouTube